# Karita
Karita paludosa es una especie de araña araneomorfa de la familia Linyphiidae. Es el único miembro del género monotípico Karita.

## Distribución
Es un endemismo del Norte de Europa y Siberia Occidental.